# Eilema nigrogrisea
Eilema nigrogrisea là một loài bướm đêm thuộc phân họ Arctiinae, họ Erebidae.